# Geometrisches Mittel
Das geometrische Mittel oder die mittlere Proportionale ist derjenige Mittelwert, den man mithilfe der {\displaystyle n}-ten Wurzel aus dem Produkt der betrachteten {\displaystyle n} positiven Zahlen erhält. Das geometrische Mittel ist stets kleiner oder gleich dem arithmetischen Mittel. Verwendung findet es u. a. in der Statistik, der Finanzmathematik und auch in geometrischen Konstruktionen (siehe Abschnitt Anwendungsbeispiele).
Das geometrische Mittel der zwei Zahlen 1 und 2 zum Beispiel beträgt  {\displaystyle {\sqrt[{2}]{1\cdot 2}}\approx 1{,}41} (arithmetisches Mittel = 1,5;  die größere Zahl, hier: 2, wird beim geometrischen Mittel geringer bewertet).

## Definition
Das geometrische Mittel der {\displaystyle n} (reellen) positiven Zahlen {\displaystyle x_{1},x_{2},\dotsc ,x_{n}} ist gegeben durch die {\displaystyle n}-te Wurzel des Produkts der {\displaystyle n} Zahlen:
{\displaystyle {\bar {x}}_{\mathrm {geom} }=\left(\prod _{i=1}^{n}{x_{i}}\right)^{\frac {1}{n}}={\sqrt[{n}]{x_{1}\cdot x_{2}\dotsm x_{n}}}}
Analog zum gewichteten arithmetischen Mittel definiert man ein gewichtetes geometrisches Mittel mit Gewichten {\displaystyle w_{i}>0}:
{\displaystyle {\bar {x}}_{\mathrm {geom} }=\left(\prod _{i=1}^{n}x_{i}^{w_{i}}\right)^{\frac {1}{w}}={\sqrt[{w}]{\prod _{i=1}^{n}x_{i}^{w_{i}}}}},   {\displaystyle \textstyle w:=\sum _{i=1}^{n}w_{i}} 

## Eigenschaften
Im Gegensatz zum arithmetischen Mittel ist das geometrische Mittel nur für positive Zahlen {\displaystyle x_{i}} definiert. 
Die Ungleichung vom arithmetischen und geometrischen Mittel besagt, dass 
{\displaystyle {\bar {x}}_{\mathrm {geom} }\leq {\bar {x}}_{\mathrm {arithm} }},
also dass das geometrische Mittel nie größer als das arithmetische Mittel ist.
Der Logarithmus des geometrischen Mittels ist das arithmetische Mittel der Logarithmen, wobei die Basis {\displaystyle a} des Logarithmus beliebig gewählt werden darf: 
{\displaystyle \log _{a}{\bar {x}}_{\mathrm {geom} }={\frac {1}{n}}\sum _{i=1}^{n}\log _{a}x_{i},}
woraus sich eine praktikable Rechenmethode für große {\displaystyle n} ergibt.
Das arithmetisch-geometrische Mittel ist eine Zahl, die zwischen dem arithmetischen und geometrischen Mittel liegt.
Außerdem gilt für {\displaystyle n=2} und {\displaystyle w_{1}=w_{2}=1}
{\displaystyle x_{\mathrm {geom} }={\sqrt {x_{\mathrm {arithm} }\cdot x_{\mathrm {harm} }}}}
mit dem arithmetischen und dem harmonischen Mittel.

## Geometrische Interpretationen

Planfigur

Quader und Würfel

- Gemäß der obigen Darstellung (Einleitungsbild) entsteht durch den Thaleskreis ein rechtwinkliges Dreieck ACD. Mithilfe des Höhensatzes können wir dann {\displaystyle l_{g}} berechnen zu {\displaystyle l_{g}={\sqrt {l_{1}\cdot l_{2}}}}, was genau der Formel für das geometrische Mittel entspricht.[4][5]

- Das geometrische Mittel zweier Zahlen {\displaystyle a} und {\displaystyle b} liefert die Seitenlänge eines Quadrates, das den gleichen Flächeninhalt hat wie das Rechteck mit den Seitenlängen {\displaystyle a} und {\displaystyle b}. Diese Tatsache wird durch die geometrische Quadratur des Rechtecks veranschaulicht.

- Genauso entspricht das geometrische Mittel bei drei Zahlen der Seitenlänge eines Würfels, der volumengleich ist zu dem Quader mit den drei Seitenlängen (siehe Bild: Quader und Würfel), und entsprechend im {\displaystyle n}-dimensionalen bei {\displaystyle n} Zahlen den Seitenlängen von Hyperwürfeln.

- Auch mithilfe von Linien auf bzw. an einem Kreis lässt sich das geometrische Mittel erkennen:

Gegeben sei ein Kreis mit den Sehnen {\displaystyle AB} und {\displaystyle AD}, der Tangente {\displaystyle t} in {\displaystyle A} und der zu {\displaystyle t} senkrechten Strecke {\displaystyle BC}, wobei {\displaystyle B} Punkt des Kreises und {\displaystyle C} Punkt der Tangente ist. {\displaystyle AB} habe die Länge {\displaystyle c}, {\displaystyle BC} die Länge {\displaystyle a} und {\displaystyle d=|AD|} sei der Durchmesser. Dann ist {\displaystyle c={\sqrt {ad}}} und damit {\displaystyle c} das geometrische Mittel von {\displaystyle a} und {\displaystyle d} (siehe Bild: Planfigur).
Beweis:
Da die Dreiecke {\displaystyle ABC} und {\displaystyle ADB} in einem rechten Winkel und einem Wechselwinkel an geschnittenen Parallelen übereinstimmen, sind sie ähnlich zueinander. Also gilt {\displaystyle {\frac {a}{c}}={\frac {c}{d}}} und nach Umformung {\displaystyle c^{2}=ad}. Hieraus folgt {\displaystyle c={\sqrt {ad}}}, was zu beweisen war.

## Anwendungsbeispiele
- Für die Herstellung eines Würfels, der exakt das doppelte Volumen eines anderen Würfels haben soll – einer sogenannten Würfelverdoppelung – bedarf es des geometrischen Mittels, sprich der zwei mittleren Proportionalen zweier Größen, z. B. bestimmt mithilfe eines mechanischen Werkzeugs.
- Das geometrische Mittel zweier Werte {\displaystyle a,b} ist {\displaystyle {\sqrt {ab}}}, z. B. von {\displaystyle a=3} und {\displaystyle b=300}: {\displaystyle {\sqrt {3\cdot 300}}=30}.
- Von einer 0,1 molaren Lösung und einer 10 molaren Lösung werden Eigenschaften bestimmt, die sich konzentrationsabhängig einem linearen Zusammenhang folgend verändern. Um eine Lösung zu erhalten, die durchschnittliche Eigenschaften besitzt, muss das geometrische Mittel gebildet werden, das in diesem Fall = 1 ist. Der arithmetische Mittelwert hingegen würde eine 5,05 molare Lösung beschreiben, die vorwiegend die Eigenschaften der 10 molaren Lösung aufweist, sich also gar nicht durchschnittlich verhält.
- Dem Goldenen Schnitt liegt das geometrische Mittel zugrunde.
- Sowohl in der Näherungskonstruktion der Quadratur des Kreises nach Srinivasa Ramanujan (1914) als auch in der Konstruktion des Siebzehnecks aus dem Jahr 1806 findet das geometrische Mittel Anwendung.
- Ein Guthaben {\displaystyle G} wird im ersten Jahr mit zwei Prozent, im zweiten Jahr mit sieben und im dritten Jahr mit fünf Prozent verzinst. Welcher über die drei Jahre konstante Zinssatz {\displaystyle p} hätte zum Schluss das gleiche Kapital ergeben?

Das Guthaben am Ende des dritten Jahres beträgt
{\displaystyle G_{\mathrm {Ende} }=\left(1+{\frac {2}{100}}\right)\left(1+{\frac {7}{100}}\right)\left(1+{\frac {5}{100}}\right)\cdot G}
oder mit Zinsfaktoren geschrieben 
{\displaystyle G_{\mathrm {Ende} }=1{,}02\cdot 1{,}07\cdot 1{,}05\cdot G}
Mit konstantem Zinssatz {\displaystyle p} und zugehörigen Zinsfaktor {\displaystyle 1+p} ergibt sich am Ende ein Guthaben von
{\displaystyle G_{\mathrm {konst} }=(1+p)^{3}\cdot G}
Mit {\displaystyle G_{\mathrm {konst} }=G_{\mathrm {Ende} }} ergibt sich
{\displaystyle (1+p)^{3}G=1{,}02\cdot 1{,}07\cdot 1{,}05\cdot G}
und damit berechnet sich der durchschnittliche Zinsfaktor {\displaystyle 1+p} zu
{\displaystyle 1+p={\sqrt[{3}]{1{,}02\cdot 1{,}07\cdot 1{,}05}}\approx 1{,}04646}
Der durchschnittliche Zinssatz beträgt also ca. {\displaystyle 4{,}646\,\%}. Allgemein ist der durchschnittliche Zinsfaktor also das geometrische Mittel der Zinsfaktoren der einzelnen Jahre. Wegen der Ungleichung vom arithmetischen und geometrischen Mittel ist der durchschnittliche Zinssatz kleiner oder bestenfalls gleich dem arithmetischen Mittel der Zinssätze, welches in diesem Beispiel {\displaystyle {\tfrac {14}{3}}\,\%\approx 4{,}667\,\%} beträgt.
Der mittlere Zins-Faktor errechnet sich als geometrisches Mittel; der mittlere Zins-Satz lässt sich als f-Mittel darstellen (siehe f-Mittel).

## Statistik
In der Statistik können Mittelwerte von absoluten Häufigkeiten oder relativen Häufigkeiten mithilfe des gewichteten geometrischen Mittels berechnet werden.
Bei Verwendung von relativen Häufigkeiten werden diese als Gewichte verwendet. Es gilt dann: {\displaystyle \sum _{i=1}^{n}w_{i}=1}, woraus folgt
{\displaystyle {\bar {x}}_{\mathrm {geom} }=\prod _{i=1}^{n}x_{i}^{w_{i}}}.
Wenn absolute Häufigkeiten als Gewichte verwendet werden, erhält man den Mittelwert
{\displaystyle {\bar {x}}_{\mathrm {geom} }={\sqrt[{w}]{\prod _{i=1}^{n}x_{i}^{w_{i}}}},\;w=\sum _{i=1}^{n}w_{i}}.

## Hölder-Mittel

### Ohne Gewichtung
Das geometrische Mittel ergibt sich als Spezialfall des Hölder-Mittels für {\displaystyle p\to 0}.
Die Definition des (ungewichteten) Hölder-Mittels für {\displaystyle p\to 0} lautet:  {\displaystyle \lim _{p\to 0}\left({\frac {1}{n}}\sum _{i=1}^{n}{x_{i}^{p}}\right)^{\frac {1}{p}}}.
Das können wir umformen zu
{\displaystyle \exp {\left(\lim _{p\to 0}{\frac {\ln {\left[{\frac {1}{n}}\sum _{i=1}^{n}{x_{i}^{p}}\right]}}{p}}\right)}}.
Mit Hilfe der Regel von de L’Hospital und Anwendung der Logarithmengesetze vereinfacht sich der Exponent zu  {\displaystyle \ln {\left[{\sqrt[{n}]{\prod _{i=1}^{n}x_{i}}}\right]}}.
Wir setzen in den ursprünglichen Term ein und erhalten die Definition des geometrischen Mittelwertes
{\displaystyle \exp \left(\ln \left[{\sqrt[{n}]{\prod _{i=1}^{n}x_{i}}}\right]\right)\rightarrow {\bar {x}}_{\mathrm {geom} }={\sqrt[{n}]{\prod _{i=1}^{n}x_{i}}}}.

### Mit Gewichtung
Man kann durch Grenzwertbildung des gewichteten Hölder-Mittels ebenfalls das gewichtete geometrische Mittel erhalten
{\displaystyle {\bar {x}}={\sqrt[{w}]{\prod _{i=1}^{n}x_{i}^{w_{i}}}}}.
Dafür muss man beachten, dass man beliebige Gewichte normieren kann und (um die Regel von de L’Hospital anwenden zu können) {\displaystyle {\frac {w_{i}}{\sum _{i=1}^{n}w_{i}}}} statt {\displaystyle w_{i}}  einsetzen muss.
Mit {\displaystyle w_{i}={\frac {1}{n}}} ergibt sich wiederum das ungewichtete geometrische Mittel.